# Joven para morir (álbum)
Joven para morir es el tercer álbum de la banda española de heavy, Ángeles del Infierno, publicado el año 1986.

## Alineación
- Juan Gallardo - Voz
- Robert Álvarez - Guitarra solista y coros
- Manu García - Guitarra rítmica y coros
- Santi Rubio - Bajo y coros
- Iñaki Munita - Batería y coros

## Lista de canciones

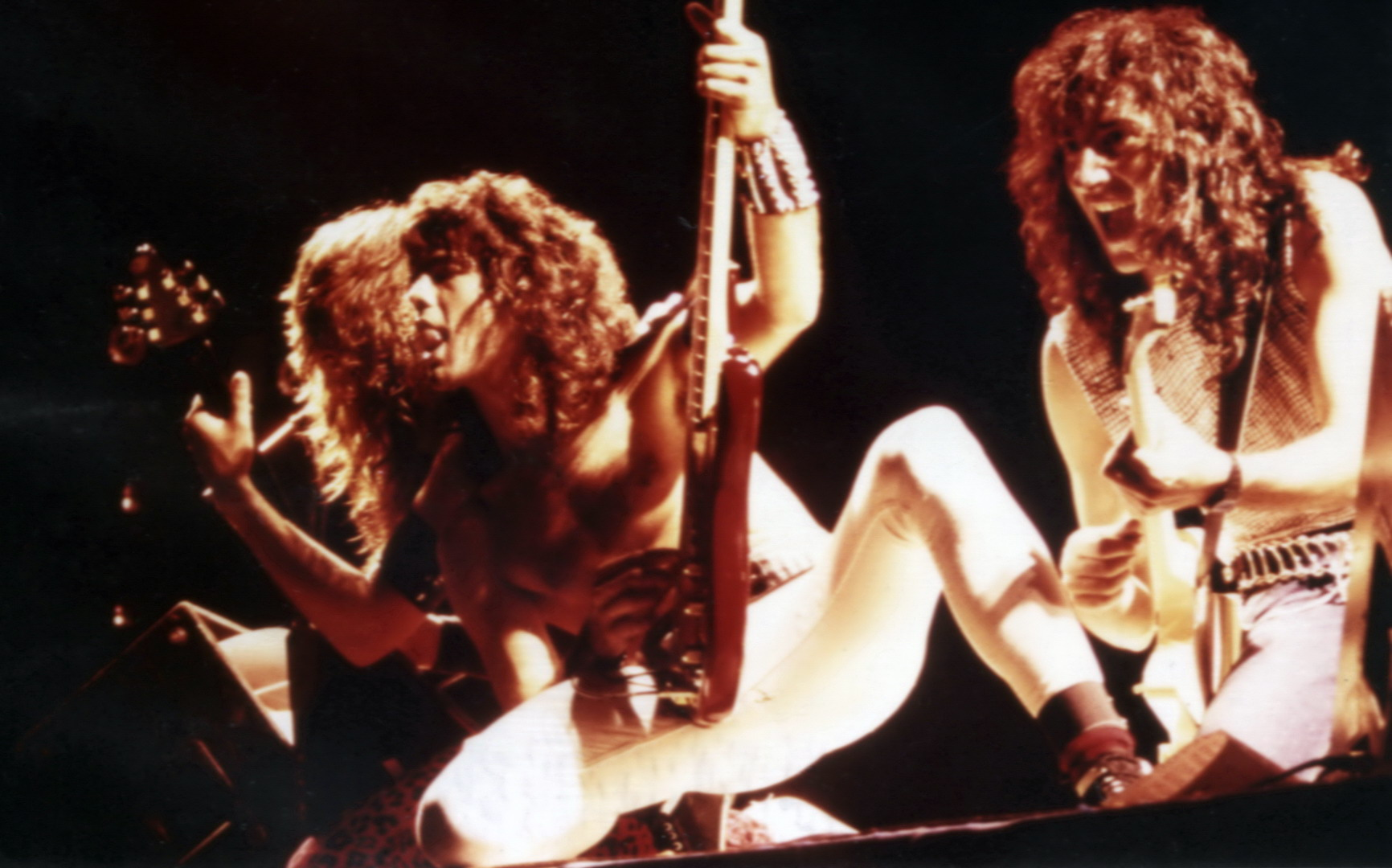
Robert, Santi y Manu en vivo en Mazarrón, Murcia, en el año 1985.

| N.º | Título                   | Escritor(es)                  | Duración |  |
| 1.  | «Joven Para Morir»       | Robert Álvarez, Juan Gallardo | 3:23     |  |
| 2.  | «No Quiero Vivir Sin Ti» | Robert Álvarez, Juan Gallardo | 3:00     |  |
| 3.  | «Loco De Atar»           | Robert Álvarez, Juan Gallardo | 4:13     |  |
| 4.  | «Lo Tomas O Lo Dejas»    | Robert Álvarez, Juan Gallardo | 3:55     |  |
| 5.  | «Pensando En Ti»         | Robert Álvarez, Juan Gallardo | 4:45     |  |
| 6.  | «No Te Dejes Vencer»     | Robert Álvarez, Juan Gallardo | 4:03     |  |
| 7.  | «Todo Lo Que Quiero»     | Robert Álvarez                | 3:06     |  |
| 8.  | «Vive Libre»             | Robert Álvarez, Juan Gallardo | 3:55     |  |
| 9.  | «No Hay Tiempo»          | Robert Álvarez, Juan Gallardo | 3:58     |  |
| 10. | «Prohibidos Cuentos»     | Robert Álvarez, Juan Gallardo | 4:05     |  |

## Sencillos
- "Joven Para Morir"
- "Pensando En Ti"
- "Todo Lo Que Quiero"

## Créditos
- Dennis Herman - Ingeniero de sonido
- John Manson - Fotos Portada y Contraportada
- Rufino Vigil - Diseño

- Datos: Q5946786